# Семёновская улица (Шувалово)
Семёновская улица — меридиональная улица в Выборгском районе Санкт-Петербурга. Проходит от Первомайской до Елизаветинской улицы в историческом районе Шувалово. Фактически выезд на Первомайскую улицу отсутствует.

## История
Название улицы известно примерно с 1880-х годов.

## Пересечения
С юга на север (по увеличению нумерации домов) Елизаветинскую улицу пересекают следующие улицы:
- Первомайская улица — Семёновская улица примыкает к ней (фактически примыкание отсутствует);
- Елизаветинская улица — Семёновская улица примыкает к ней.

## Транспорт
Ближайшие к Семёновской улице станции метро — «Озерки» (около 1,25 км по прямой от начала улицы) и «Проспект Просвещения» (около 1,6 км по прямой от конца улицы) 2-й (Московско-Петроградской) линии.
Движение наземного общественного транспорта по улице отсутствует.
Ближайшие к Семёновской улице остановочные пункты железной дороги — Шувалово (около 400 м по прямой от конца улицы) и Озерки (около 800 м по прямой от начала улицы).